# 吉開菜央
吉開 菜央（よしがい なお、1987年 - ）は、日本の映像作家、振付師、ダンサー。山口県光市出身。日本女子体育大学舞踊学専攻でダンスを学んだのち、東京藝術大学大学院映像研究科に進学。生き物ならではの身体的な感覚・現象を素材に、「見て、聴く」ことに集中する時間を映像として編集している。東京造形大学非常勤講師。

## 来歴

### 2013年
映像作品「みづくろい」を監督、山口情報芸術センター（YCAM）が開催した「FILM by MUSIC 架空の映画音楽の為の映像コンペティション」で優秀賞を受賞。短編映画「自転車乗りの少女」を監督、第8回那須国際短編映画祭にて、じゃらん賞を受賞。

### 2014年
1月19日から3月14日までの55日間、秋吉台国際芸術村にて行われたアーティスト・イン・レジデンス・プログラムに選出され、滞在制作を行いダンス・ビデオ「I want to go out」を制作した。この作品はレジデンス事業15周年記念企画ワールド・アーティスト展で山口宇部空港にて2月27日から3月11日までの間、上映された。7月、織田梨沙主演、柴田聡子出演の映画「ほったまるびより」でMOOSIC LAB 2014コンペティション部門に参加。新宿K's cinemaにて上映が行われた。9月には同作品を「YCAM爆音映画祭2014」にて上映、また原宿VACANTにて同作品のスチル撮影を担当した 写真家の黒田菜月とともにイベント「映画と写真にできること」を開催し、パフォーマンス・上映・アーティストトークを行った。その後もテアトル新宿で「ほったまるびより」を上映。また、前年の作品 「自転車乗りの少女」をWeb公開 した。その後トップコート事務所の「スターオーディション」最終審査ではファイナリストたちの短編映画が制作されたが、この際以下の女性候補7名の短編映画を監督した。
- 「昼下がりの訪問者」（出演：加藤雛）
- 「猫  この家に棲みつく」（出演：中村麗乃）
- 「cat fight!!」（出演：坪内優香）
- 「猫の手を拝借」（出演：鷲巣璃子）
- 「育ちざかり」（出演：太田朱音）
- 「わたしも猫も好きなもの」（出演：小林京香）
- 「spirate pur, spirate」（出演：山崎あみ）

また、この年チャラン・ポ・ランタン「ぎんなん楽団カルテット」にて初のミュージックビデオ監督を務めた。12月には阿部和重・伊坂幸太郎の合作小説『キャプテンサンダーボルト』のプロモーションビデオを監督し、公開した。

### 2015年
前年に監督した映画「ほったまるびより」が青森県・八戸酒造で行われた「INCIDENTS 2015 / インシデンツ 2015」にて上映、またイメージフォーラムフェスティバル2015のニューフィルム・ジャパン【日本招待部門】にて招待上映された。また「ほったまるびより」はこの年、第19回文化庁メディア芸術祭エンターテイメント部門新人賞を受賞。審査員であった青森県立美術館学芸員の工藤健志には「清々しいエロティシズムとフェティシズム。生々しい皮膚感覚によって貫かれた透明な詩性。緩慢なワンカットすら拒む徹底した美意識。過激さと穏やかさ、衝突と均衡がもたらすその快楽は、ダンサーでもある監督の吉開菜央とパフォーマンスも行なうミュージシャンの柴田聡子の「個」の交わりによる成果か。「メディアとしての身体」という現代的なテーマを扱いながらも、超言語コードで綴られる映像からは、時間や空間を超越してさまざまな物語や思考が喚起させられる。2015年版ガーリー・ポップの「象徴」として記憶にとどめておきたい作品である。」と評された。その後受賞者によるトーク＆パフォーマンスイベント「パフォーマンスびより」では六本木スーパーデラックスにて映画・パフォーマンス・特殊効果を組み合わせた「踊る映画」の上演を行った。その後もパフォーマンスと上映をあわせた「自家製4DX」を台北の「月見ル君想フ」、韓国・ソウルで上映。同年10月には渋谷パルコPART1にて開催されたシブカル祭。でも同作品をパフォーマンスと特殊効果付で上演した。同年3月にはダンスカンパニー大橋可也&ダンサーズの舞台作品「ザ・ワールド シーズン2」に映像で参加している。また4月20日に発売された映像作家を紹介する年鑑「映像作家100人 2015」に掲載された。

### 2016年
2月に文化庁メディア芸術祭に関連してDOMMUNEで行われた2016年2月当時文化庁長官であった青柳正規とのトークイベント「わたしたちが、いま文化庁長官と話してみたいこと」に出演。6月に「平成28年度メディア芸術クリエイター育成支援事業」に「『自転車乗りの少女〜日本のどこかの町編〜』（仮）」で採択された。7月にはMinatomachi Art Table企画にて「ほったまるびより―O JUNと吉開菜央」展を開催。8月には映像作家の仲本拡史とパフォーマンスイベント「夏の夜のトバリをめくり -うごめくカニ・とけあう女-」を開催。9月に公開となったhy4 4yh（ハイパーヨーヨ）のミュージックビデオ「K.U.N.F.U」を振付・監督。「深田晃司映画まつり」の開催を記念して作られた深田晃司監督による短編映画「鳥（仮）」に出演。12月にはモデルの田中真琴が出演したさユりのRADWIMPS野田洋次郎プロデュース楽曲「フラレガイガール」のミュージックビデオの監督を務めた。

### 2017年
2月、監督したNakamuraEmi「大人の言うことを聞け」のミュージックビデオが公開。3月にMinatomachi Art Tableの企画にて「画家の三日間」を開催。5月に製作者のインタビューとともに2週間限定のWeb上映を行う「lute cinema」にて「ほったまるびより」上映。同月、水曜日のカンパネラのコムアイらがJRA日本中央競馬会とコラボレーションして行われたライブでの振り付けを行った。7月には台北で行われた「World Stage Design 2017」にて上演されたCHOU Tung-Yenの舞台作品「Girl meets boy」に出演。8月、Instagram Storiesメディア「lute」ローンチに際し制作されたコンセプトムービーに出演した。9月にはクラウドファンディング・プラットフォーム MOTION GALLERYにて「みずのきれいな湖でおどる -小暮香帆主演・吉開菜央監督・Star Rover楽曲提供の映画プロジェクト-」の資金を募り、目標金額を達成した。12月、3331 Arts ChiyodaのAI KOWADA GALLERYにて初個展「呼吸する部屋」を開催。同個展にて新作「静坐社」を発表した。同月、雑誌Penオンラインのインターナショナル版ウェブサイトにKei Kuwabaraを取り上げた映像作品を発表した。

### 2018年
1月、雑誌Penオンラインのインターナショナル版ウェブサイトにPascal Vioutを取り上げた映像作品を発表した。2月には、米津玄師の楽曲「Lemon」のミュージックビデオにダンサーとして出演。5月には池袋シネマ・ロサで行われた「シネマ・レガシーvol.1 監督 宮崎大祐セレクション」にて「みづくろい」「自転車乗りの少女」「ほったまるびより」などを特集上映した。6月2日よりNTTインターコミュニケーション・センターにて2019年3月10日までのおよそ10ヶ月にわたる新作「Grand Bouquet / いま いちばん美しいあなたたちへ」の展示上映を開始した。本作は、体験の強度や与える印象に鑑み、本展担当学芸員と作家およびNTT研究所との協議により、3シーンほど、黒み、およびボカシを入れて上映することになった。7月には、ゲスの極み乙女。の楽曲「オンナは変わる」のミュージックビデオでの振り付けを担当した。その後、ニューヨークで行われた北米最大の日本映画祭「JAPAN CUTS」にて河瀨直美監督の「光」の冒頭同時上映作品として「みずのきれいな湖に」（英題：Across the water）を上映、また「EXPERIMENTAL SPOTLIGHT: Empty Orchestras and the Speed of Your Voice」プログラムにて「静坐社」（英題：Breathing House）および「風にのるはなし」（英題：Stories floating on the wind）の2作品を上映し、イントロおよびQ&Aセッションに登壇した。「風に乗るはなし」はイメージフォーラムフェスティバル2018における「東アジア・エクスペリメンタル・コンペティション」でもノミネートされた。アラスカの映画祭 MôTif Film Festival にて「風にのるはなし」が「MôTif Award 2018 for Best Experimental Film」を受賞。10月11日-14日の間開催された京都国際映画祭では、監督・脚本・衣装を務めた新作映画「梨君たまこと牙のゆくえ」が特別上映された。音楽を渡邊琢磨が担当している。

### 2019年
第７２回カンヌ国際映画祭 監督週間の短編部門に、2018年に監督した「Grand Bouquet」が正式招待された。「Grand Bouquet」はその後Palm Springs International Film Festival、「あいちトリエンナーレ2019」映像プログラムなどで上映された。カナダのモントリオールで行われたFantasia Intenational Film Festivalでは「風にのるはなし」「梨君たまこと牙のゆくえ」「ほったまる日和」「Grand Bouquet」の4作品がまとめて特集上映された。TOKAS hongo（トーキョーアーツアンドスペース本郷）にて行われた企画展「ACT (Artists Contemporary TOKAS) Vol. 1　“霞はじめてたなびく”」に佐藤雅晴、西村有と共に「静坐社」と新作を出展している。K's cinemaで行われた「CINEMA JOURNEY 湯梨浜×門司×宗像」にて「梨君たまこと牙のゆくえ」上映。夏、北海道知床に滞在し、THE NORTH FACEが発行する冊子に紀行文を寄せている。9月、ダンサーとして全身を真っ赤に塗って踊るパフォーマンス公演「肉宴」に参加。「Grand Bouquet」がサンディエゴアジア映画祭で国際短編最優秀賞を受賞した。

### 2020年
3月末に「TOP END 4 吉開菜央×石川直樹 写真・映像展 in 知床」と題し、写真家の石川直樹による写真と吉開菜央による知床、斜里町を舞台にした映画の上映が行われた。ニューヨークで行われる日本映画の特集イベントJAPAN CUTSにて「Wheel Music」が上映された。YCAM爆音映画祭2020では「吉開菜央短編映画集」と題し「梨君たまこと牙のゆくえ」「みずのきれいな湖に」「Grand Bouquet」「Wheel Music」の4作品が上映された。9月には「梨君たまこと牙のゆくえ」がフランスの Brive Film Festival にてPrize of the Young Juryを受賞。その他、雑誌「GINZA」の特集TOKYO PEOPLEにインタビューが掲載、SIGMA社のカメラSIGMA fpのウェブムービーに出演、ZUCCaブランドムック本への掲載など。これまでの短編映画6作品を2プログラムに分け上映する「吉開菜央特集：Dancing Films」は延期されていたが、12月12日〜25日の間、ユーロスペースにて劇場公開された。

### 2021年
京都で行われた「次世代映画ショーケース2021」にて「吉開菜央特集：Dancing Films」よりA・B両プログラムが上映された。5月には日本インド共同ダンスプロジェクト「-scape」にて舞台映像を担当した。映像作家の仲本拡史と共同監督を務めた「ナイト・シュノーケリング」がヴィジョン・デュ・レール映画祭（ニヨン国際ドキュメンタリー映画祭）にてワールドプレミア上映された。NHK「SDGsのうた」の振り付けを担当。10月23日より、初長編映画「Shari」の劇場公開が決定した。

### 2022年
第51回ロッテルダム国際映画祭に映画『Shari』が公式選出された。『Shari』はその他、第60回 Ann Arbor Film FestivalにてBest Narrative Film賞を受賞、第7回 Ulju Mountain Film FestivalにてAsian Competition部門にノミネート。第25回 Fantasia International Film Festivalにて上映（カナダプレミア）。第10回 IndieCork Film FestivalのThe Gate Cinemasにて上映。La Roche-sur-yon International Film Festival選出 。「令和4年度 山口県芸術文化振興奨励賞」受賞。大比良瑞希「33歳のエンディングノート」のミュージックビデオを監督。

### 2023年
映画『Shari』がスイスの映画祭である第24回Black Movie International Independent Film Festivalの上映作品に選出された。1月に公開の小田香監督の長編映画『Underground』の「沖縄編」で主演。

### 2024年
2014年の監督作「ほったまるびより」が、ポルトガル・リスボンのCentro de Arte Moderna Gulbenkianで行われたEngawa Filmsにて上映された。

### 2025年
小田香監督の映画「Underground」に出演し、この映画は2025年のベルリン国際映画祭のフォーラム部門にて上映された。

## 作品

### 映画（監督作品）
- 「ほったまるびより」（出演：織田梨沙、柴田聡子）
- 「昼下がりの訪問者」（出演：加藤雛）
- 「猫  この家に棲みつく」（出演：中村麗乃）
- 「cat fight!!」（出演：坪内優香）
- 「猫の手を拝借」（出演：鷲巣璃子）
- 「育ちざかり」（出演：太田朱音）
- 「わたしも猫も好きなもの」（出演：小林京香）
- 「spirate pur, spirate」（出演：山崎あみ）
- 「静坐社」
- 「風にのるはなし」（出演：前田エマ）
- 「Grand Bouquet / いま いちばん美しいあなたたちへ」（出演：Hanna Chan）
- 「梨君たまこと牙のゆくえ」（出演：後藤ゆう、木村舞輝、哲夫、レイザーラモンRGほか）
- 「ナイト・シュノーケリング」（仲本拡史との共同監督）
- 「Shari」（出演：吉開菜央、撮影：石川直樹）

### 映画（出演作品）
- 「鳥（仮）」（監督：深田晃司）
- 「Underground」（監督：小田香）

### 映像作品（監督作品）
- 「clear or cloudy」
- 「where are you going?」
- 「そのあたりに来るもの」
- 「some rules in the morning」
- 「みづくろい」
- 「自転車乗りの少女」
- 「I want to go out」
- 「吉開菜央xキャプテンサンダーボルト」
- 「大橋可也&ダンサーズ公演「クラウデッド」「ヘヴィメタル」トレーラー」T
- 「Kei Kuwabata - Nomads」
- 「Pascal Viout - Nomads」

### ウェブムービー・CM（出演作品）
- 「+fp interview｜生もの +fp｜吉開 菜央 Nao Yoshigai」
- 「SIGMA fp Concept Movie」

### ミュージックビデオ（監督作品）
- 「ぎんなん楽団カルテット」（チャラン・ポ・ランタン）
- 「 K.U.N.F.U」（hy4 4yh）
- 「フラレガイガール」（さユり）
- 「大人の言うことを聞け」（NakamuraEmi）
- 「結婚しました」（柴田聡子）
- 「ばけもの」（NakamuraEmi）
- 「ALIVE」（RYUTist）
- 「法螺話」（理芽）
- 「法螺話 (self cover)」（Guiano）
- 「33歳のエンディングノート」（大比良瑞希）

### ミュージックビデオ（出演作品）
- 「Lemon」（米津玄師）

### ミュージックビデオ（振付作品）
- 「オンナは変わる」（ゲスの極み乙女。）
- 「夏のせい」（RADWIMPS）

### TVCM（監督）
- 「夢の雫、黄金の鳥籠[91]」（主演：七海ひろき）

### 舞台作品（出演作品）
- 「Girl meets Boy」（Director：CHOU Tung-Yen、World Stage Design 2017上演作品）
- 「肉宴」[68]

## 受賞
- 2013年「FILM by MUSIC 架空の映画音楽の為の映像コンペティション」で優秀賞[4]（受賞作品：「みづくろい」）
- 2013年「第8回 那須国際短編映画祭」でじゃらん賞を受賞[5]（受賞作品：「自転車乗りの少女」）
- 2015年「第19回 文化庁メディア芸術祭」でエンターテイメント部門新人賞を受賞[21]（受賞作品：「ほったまるびより」）
- 2018年「MôTif Film Festival」で「MôTif Award 2018 for Best Experimental Film」を受賞[57][58]（受賞作品：「風にのるはなし」）
- 2019年「第18回 サンディエゴアジア映画祭」で国際短編最優秀賞を受賞[69]（受賞作品：「Grand Bouquet」）
- 2020年「第17回 Festival du cinéma de Brive」でPrix du Jury Jeunes de la Corrèzeを受賞[92]（受賞作品：「梨君たまこと牙のゆくえ」）
- 2022年「第60回 Ann Arbor Film Festival」でBest Narrative Filmを受賞[93]（受賞作品：「Shari」）
- 2022年「山口県芸術文化振興奨励賞」受賞[86]